# Cisneros (ort)
Cisneros är en ort i Colombia.   Den ligger i departementet Antioquía, i den centrala delen av landet, 240 km nordväst om huvudstaden Bogotá. Cisneros ligger 1 042 meter över havet och antalet invånare är 8 204.
Terrängen runt Cisneros är huvudsakligen kuperad, men västerut är den bergig. Cisneros ligger nere i en dal. Runt Cisneros är det ganska tätbefolkat, med 54 invånare per kvadratkilometer. Cisneros är det största samhället i trakten. Omgivningarna runt Cisneros är en mosaik av jordbruksmark och naturlig växtlighet.